# Eisenwerk Othfresen
Das Eisenwerk Othfresen ist ein ehemaliges Hochofenwerk, das von 1871 bis 1874 auf dem Gebiet des Posthofes bei Othfresen betrieben wurde.

## Vorgeschichte
Gründer des Hüttenwerkes war der als „Eisenbahnkönig“ bekannte Industrielle Bethel Henry Strousberg. Neben dem Bau von Eisenbahnlinien hatte Strousberg Beteiligungen an zahlreichen Unternehmen erworben, so z. B. der Eisen-Giesserey und Maschinenfabrik Georg Egestorff in Hannover (das spätere Hanomag-Werk) und dem Stahlwerk Dortmunder Hütte, den Vorläufer der Dortmunder Union. Um den Stahlbedarf für den Bau seiner Eisenbahnlinien sicherzustellen, hielt Strousberg es für notwendig, über weitere eigene Eisenproduktionen zu verfügen. In Salzgitter hatte Strousberg den Industriellen Emil Langen kennengelernt, dieser berief Strousberg in den Aufsichtsrat der 1868 gegründeten Aktiengesellschaft Eisenwerke Salzgitter. Aufgrund der hier gewonnenen Erkenntnisse kaufte Strousberg am 10. Juli 1869 mehrere Eisengruben im Bereich der späteren Grube Fortuna bei Groß Döhren, die sich bis dahin im Besitz der Eisenwerke Salzgitter befanden, der Kaufpreis betrug 250.000 Reichstaler.

## Bau des Eisenwerkes
Für den Bau des Eisenwerkes erwarb Strousberg ein 43 ha großes Gelände am Posthof bei Othfresen. Dazu gehörte auch das Gebäude des Posthofes, in dem die Verwaltungsräume des Eisenwerkes untergebracht wurden. Der Bau des Hüttenwerkes wurde am 9. Dezember 1869 begonnen, mit den Arbeiten hatte Strousberg den Bauunternehmer Ferdinand Wallbrecht aus Hannover beauftragt. Dem Bauantrag zufolge bestand das Werk aus vier Hochöfen, zu denen ein Maschinenhaus mit je vier Gebläsemaschinen gehörte. Zum Werk gehörten ferner zwei Gießhallen und zwei Gichttürme, vier Schmiedefeuer und eine Dampfmaschine mit 845 PS. Die Gebäude wurden aus Backstein im englischen „Windsorstil“ errichtet. Die Baukosten beliefen sich auf etwa 330.000 Reichstaler. Am 1. Oktober 1871 wurde der Betrieb des „Hochofenwerks zur Erzeugung von Roheisen für Gießereizwecke“ aufgenommen.

## Betrieb
Das Eisenerz bezog Strousberg aus den Gruben Rote Rose, Fortuna, Dorothea, Glückauf und der Mutung Glücksborn (am 20. Mai 1870 an Strousberg verliehen) bei Groß-Döhren, die er 1869 von den Eisenwerken Salzgitter gekauft hatte. Zum Transport des Erzes von seinen Gruben bei Döhren hatte Strousberg eine 2,33 km lange Schmalspurbahn nach Othfresen legen lassen. Weiteres Erz bezog er von der Lüneburger Eisenstein-Bergbaugesellschaft aus deren bei der Grenzlerburg gelegenen Gruben Helene und Ludwig (später Grube Ida-Bismarck). Bevor das Erz in den Hochöfen eingesetzt werden konnte, wurde es auf dem Hüttengelände gebrochen, gesiebt und gewaschen.
Über die Schmalspurbahn von Döhren wurde auch der Zuschlagskalk für die Hochöfen herangeholt, der aus nahegelegenen Kalksteinbrüchen stammte. Der Zuschlag von Kalk war zur Verhüttung der „sauren Erze“ erforderlich, um den im Koks enthaltenen Schwefel zu binden, der andernfalls in das Roheisen gelangt wäre und dieses spröde gemacht hätte. Zum Abtransport des Roheisens ließ Strousberg eine 7,6 km lange Kleinbahn-Verbindung nach Ringelheim zur Bahnlinie Kreiensen–Börßum–Braunschweig legen.
Das Werk beschäftigte 1873 etwa 400 Mitarbeiter, mit denen ca. 20.000 Tonnen Roheisen produziert wurden. Anfang der 1870er Jahre geriet Strousberg in finanzielle Schwierigkeiten, in deren Folge er 1872 das Hüttenwerk verkaufen musste. Käufer war die Dortmunder Union, die das Eisenwerk für eine Million Taler erwarb.
Als im Januar 1874 die Kette eines der Gichttürme riss, über den die Hochöfen befüllt wurden, konnte dieser Hochofen nicht weiter betrieben werden und musste ausgeblasen werden. Im März 1874 wurde auch der letzte Hochofen stillgelegt und das Eisenwerk wurde geschlossen. Als Begründung wurde der schwindende Absatz angeführt, da das Döhrener Erz gegenüber dem preisgünstigeren und hochwertigeren Minette-Erz aus Elsaß-Lothringen nicht mehr konkurrenzfähig war.

## Nachnutzung
Die Maschinen wurden an die ehemalige Dortmunder Hütte weitergegeben, die ebenfalls in den Besitz der Dortmunder Union übergegangen war. Die Gebäude und das Gelände wurden später an die 1883 neugegründete Zuckerfabrik Othfresen verkauft, die bis 1965 betrieben wurde. Das Verwaltungsgebäude wurde Ende des Zweiten Weltkriegs durch Granatbeschuss zerstört, einzelne Gebäude sind noch heute erhalten und werden durch verschiedene Unternehmen genutzt.
Die bei der Verhüttung als Hochofenschlacke anfallenden Rückstände waren am Ufer der Innerste gelagert worden. Dieses wegen seiner Begrünung später „Schlackenwäldchen“ genannte Gelände wurde in den 1960er Jahren beim Neubau der bei Posthof verlaufenden B6 rückgebaut, wobei die Schlacke als Straßenschotter eingesetzt wurde.